# Zweden op de Olympische Zomerspelen 1936
Zweden nam deel aan de Olympische Zomerspelen 1936 in Berlijn, Duitsland. De medailleoogst was vanaf 1908 met 20 stuks nog nooit zo laag geweest.

## Medailles

### 1Goud
- Erik Bladström en Sven Johansson — Kanoën, mannen f2 10.000m vouwkajak paar
- Torsten Ullman — Schieten, mannen vrij pistool
- Rudolf Svedberg — worstelen, mannen Grieks-Romeins weltergewicht
- Ivar Johansson — worstelen, mannen Grieks-Romeins middengewicht
- Axel Cadier — worstelen, mannen Grieks-Romeins halfzwaargewicht
- Knut Fridell — worstelen, mannen vrije stijl halfzwaargewicht

### 2Zilver
- Gösta Almgren, Birger Cederin, Hans Drakenberg, Gustaf Dyrssen, Hans Granfelt en Sven Thofelt — Schermen, mannen degen team
- Egon Svensson — worstelen, mannen Grieks-Romeins bantamgewicht
- John Nyman — worstelen, mannen Grieks-Romeins zwaargewicht
- Thure Andersson — worstelen, mannen vrije stijl weltergewicht
- Arvid Laurin en Uno Wallentin — Zeilen, mannen star

### 3Brons
- Henry Jonsson — Atletiek, mannen 5000 meter
- Fred Warngård — Atletiek, mannen kogelslingeren
- Erik Ågren — Boksen, mannen lichtgewicht
- Tage Fahlborg en Helge Larsson — Kanoën, mannen k2 10.000m kajak paar
- Gregor Adlercreutz, Sven Colliander en Folke Sandström — Paardensport, dressuur team
- Torsten Ullman — Schieten, mannen snelvuurpistool
- Einar Karlsson — worstelen, mannen Grieks-Romeins vedergewicht
- Gösta Jönsson — worstelen, mannen vrije stijl vedergewicht
- Lennart Ekdahl, Martin Hindorff, Torsten Lord, Dagmar Salén en Sven Salén — Zeilen, mannen 6 meter klasse

Afghanistan · Argentinië · Australië · België · Bermuda · Bolivia · Brazilië · Brits-Indië · Bulgarije · Canada · Chili · Colombia · Costa Rica · Denemarken · Duitsland · Egypte · Estland · Filipijnen · Finland · Frankrijk · Griekenland · Groot-Brittannië · Hongarije · IJsland · Italië · Japan · Joegoslavië · Letland · Liechtenstein · Luxemburg · Malta · Mexico · Monaco · Nederland · Nieuw-Zeeland · Noorwegen · Oostenrijk · Peru · Polen · Portugal · Republiek China · Roemenië · Tsjecho-Slowakije · Turkije · Uruguay · Verenigde Staten · Zuid-Afrika · Zweden · Zwitserland